# Anna Ohura
Anna Ohura (大浦 あんな, Ōura Anna) est une actrice japonaise de film pornographique et un modèle photographique réputé pour son tour de poitrine naturel de 1 mètre (bonnets I),.
Dans une entrevue accordée au Taipei Times en 2003, elle revendique avoir la plus vaste poitrine de toute l'industrie du film pornographique japonaise.

## Biographie

### Enfance et adolescence
Anna Ohura est née le 30 mai 1980 à Hokkaido Japon.

### Carrière
Ohura débute dans Delicious Juicy Fruit (たわわな果実, Tawawana Kajitsu) avec Vénus une firme "pro",. Le titre est mis à la disposition du public le 24 février 2004,.
L'interprétation scénique d'Ohura est celle "d'une actrice du cinéma pornographique japonais traditionnel… À la manière japonaise, elle joue avec une réserve teintée de honte lorsqu'elle présente volontairement la poitrine à son partenaire pour être caressée ou bien qu'elle écarte les jambes pour un cunnilingus
Après avoir tourné quelques vidéos supplémentaire pour Vénus, Ohura est désormais sous contrat avec Alice Japan. Sa première AV pour cette entreprise, Maximum bust est basée sur les recettes du cosplay, du sado-masochisme et du bukkake.
Elle travaille également pour TMA, une autre firme « pro ».
En 2002, Ohura pose en bondagette dans un album photo. Au cours de la prise de vues, Haruki Yukimura, le photographe et « maître bondeur », suggère à Ohura de réaliser une vidéo ensemble. Le fruit de cette collaboration est la mise sur le marché de Secret Feelings en septembre 2003. Ohura et Yukimura produiront une autre vidéo de bondage, Big Tits Restrict, mise en vente sous forme d'un double DVD en mars 2005.
D'après le site web JList, « le corps étonnant et l'érotisme d'Ohura… lui procurent beaucoup d'admirateurs à travers le monde ».
Ohura participe à l'animation d'exposition internationale de mobilier qui se tient à Taipei en 2003.
Ohura débute chez Wanz Factory, une firme "indie", avec le DVD Super Angle of Oppai. Les critiques de ce DVD sont élogieuses comparées aux produits des firmes "pro" jugées "quelque peu "tarte à la crème" et ennuyeuses avec leur scènes de sexe empruntées et leurs réalisateurs peu innovants. Par contre, Ohura brille dans ces nouvelles publications des studios "indies".

## Filmographie partielle
| Titre du film                     | Producteur           | Réalisateur                  | Parution          |
| --------------------------------- | -------------------- | ---------------------------- | ----------------- |
| Tawawana Kajitsu Debut video      | Venus, VN-09         |                              | 24 février 2000   |
| Maximum Bust                      | Alice Japan, kA-2007 | Yuji Sakamoto                | 29 décembre 2000  |
| The Bubbly Heaven                 | Alice Japan          | Shigeo Katsuyama             | 22 février 2002   |
| Bubbly Heaven Special Charter 7   | Alice Japan          | Usagi Kanda                  | 12 septembre 2003 |
| Big Breasts Fetish/ Anna Oura     | TMA                  |                              | 26 septembre 2003 |
| Secret Feelings                   | SUNSET COLOR         | Haruki Yukimura              | 30 septembre 2003 |
| The Nonstop Uniform Idol 2 Hours  | TMA                  |                              | 6 août 2004       |
| Action! Huge Tits Girls 4 Hours!! | Alice Japan          |                              | 14 janvier 2005   |
| Big Tits Restrict                 | CineMagic            | Haruki Yukimura Kenji Hayami | 25 mars 2005      |